# Write Once Read Many
WORM son las siglas en inglés correspondientes a Write Once Read Many, es decir, escribe una vez lee muchas veces.
Esta denominación se concede a medios de almacenamiento de datos (generalmente extraíbles) que tienen esta propiedad: los datos escritos ya no pueden ser borrados, regrabados o sobre-escritos posteriormente.

## Utilidad
La importancia de los medios WORM es que garantizan la integridad y conservación de la información allí guardada.
Se utilizan en infraestructuras de gestión documental por medios electrónicos.
Pueden almacenar documentos con valor jurídico o aquellos sobre los que existe una imposición normativa con las garantías exigidas en las leyes.

## Características
Los medios WORM suelen ser extraíbles, es decir, permanecen fuera de línea y deben ser montados en un dispositivo lector para acceder a sus datos. Por tanto, necesitan ser exhaustivamente etiquetados y catalogados.
Cuando es necesario destruir información de un disco WORM no hay más remedio que destruirlo físicamente. Pero antes, es necesario copiar en otros medios aquellos datos que se encuentran en el mismo medio pero no han de ser destruidos. La destrucción puede deberse a imperativo legal o por expiración del período legal mínimo de conservación.
El coste de los medios WORM es notablemente inferior a los medios "en línea" (disco duro) y ligeramente superior a los medios "fuera de línea" (cinta magnética). Estos últimos no garantizan la integridad ni la conservación.[cita requerida]